# Truplaya flavioralis
Truplaya flavioralis är en tvåvingeart som först beskrevs av Speiser 1911.  Truplaya flavioralis ingår i släktet Truplaya och familjen platthornsmyggor.
Artens utbredningsområde är Taiwan. Inga underarter finns listade i Catalogue of Life.